# Tessa van Dijk
Tessa van Dijk (Utrecht, 23 februari 1986) is een Nederlandse oud-schaatsster. Haar favoriete afstanden waren de 1500 en 3000 meter. Van Dijk zat in het KNSB Opleidingsteam van Jan van Veen, maar het seizoen 2007/2008 trainde zij bij VPZ, onder leiding van Sijtje van der Lende. Voor het seizoen 2008/2009 moest ze op zoek naar een nieuwe schaatsploeg en werd ze ondergebracht bij de KNSB Regiotop.

## Biografie
Van Dijk werd tweede bij de NK Allround van 2006 dat gehouden werd in Utrecht. Van Dijk zat bovendien dicht bij een skate-off voor deelname op de 1000 meter tijdens de Olympische Winterspelen in Turijn.
Aan het einde van een lang Olympisch seizoen werd in maart 2006 het wereldkampioenschap Allround afgewerkt in Calgary. Van Dijk ging mee als reserve en mocht door het afzeggen van Renate Groenewold (wegens ziekte) haar internationale debuut op een seniorentoernooi maken. Ze eindigde op een zeer acceptabele achtste plaats in het klassement (ze werd 12e op de 500m, 8e op de 3000m, 7e op de 1500m en 9e op de 5000m) en verbeterde zich op alle afstanden sterk. Het seizoen daarop reed Van Dijk op internationaal niveau enkel nog wereldbekerwedstrijden. Daarna ging het presteren bergafwaarts.
Van Dijk kreeg veel te maken met blessures waardoor ze haar pr's niet verder kon aanscherpen. Later bleek dat haar heup door een val, veroorzaakt door Sanne van der Star, tijdens het NK Sprint 2007 scheef is gaan staan. Twee jaar later bleek dat uit onderzoek bij een chiropractor en werd de heup rechtgezet. Op 20 februari 2009 maakte ze bekend te stoppen met langebaanschaatsen omdat ze niet gemotiveerd was om nog langer zonder ploeg door te trainen..

## Persoonlijke records
| Afstand    | Tijd    | Datum            | Baan       |
| ---------- | ------- | ---------------- | ---------- |
| 500 meter  | 39,73   | 18 maart 2006    | Calgary    |
| 1000 meter | 1.17,88 | 30 december 2005 | Heerenveen |
| 1500 meter | 1.56,47 | 19 maart 2006    | Calgary    |
| 3000 meter | 4.02,19 | 18 maart 2006    | Calgary    |
| 5000 meter | 7.00,10 | 19 maart 2006    | Calgary    |

## Resultaten
| Jaar | NK Afstanden                           | NK Allround | NK Sprint | WK Allround | Wereld beker        | WK Junioren         |
| ---- | -------------------------------------- | ----------- | --------- | ----------- | ------------------- | ------------------- |
| 2004 |                                        |             |           |             |                     | achtervolging       |
| 2005 | 14e 1500m                              | 12e         |           |             |                     | 24e · achtervolging |
| 2006 | 6e 1000m 6e 1500m 8e 3000m 11e 5000m   | Zilver      |           | 8e          | 24e 1500m           |                     |
| 2007 | 7e 1000m · 4e 1500m · 5e 3000m · 5000m | 5e          | 13e       |             | 18e 1500m 18e 3k/5k |                     |
| 2008 | 11e 1000m 8e 1500m 12e 3000m           | 9e          | 11e       |             |                     |                     |
| 2009 | 16e 1500m 18e 3000m                    |             |           |             |                     |                     |

### Medaillespiegel
| Kampioenschap | Goud · | Zilver · | Brons · |
| ------------- | ------ | -------- | ------- |
| NK Afstanden  | 0      | 1        | 0       |
| NK Allround   | 0      | 1        | 0       |
| WK Junioren   | 2      | 0        | 0       |